# Renzo Carella
Renzo Carella (Carpineto Romano, 9 agosto 1951) è un politico italiano.

## Biografia
Già esponente del PDS e dei DS, fa parte del Partito Democratico.
Alle elezioni regionali nel Lazio del 2000 viene eletto consigliere con i Democratici di Sinistra in provincia di Roma.
Alle elezioni politiche del 2008 è candidato nelle liste del Partito Democratico alla Camera dei Deputati nella circoscrizione Lazio 1, venendo eletto deputato della XVI Legislatura.
Alle elezioni politiche del 2013 viene rieletto deputato sempre nella circoscrizione Lazio 1 col Partito Democratico.